# Hartella
Hartella es un género de foraminífero planctónico de la Subfamilia Heterohelicinae, de la Familia Heterohelicidae, de la Superfamilia Heterohelicoidea, del Suborden Globigerinina y del Orden Globigerinida. Su especie tipo es Hartella harti. Su rango cronoestratigráfico abarca el Maastrichtiese superior (Cretácico superior).

## Descripción
Hartella incluía especies con conchas biseriadas, inicialmente planiespiraladas, de forma subtriangular; sus cámaras eran ovaladas, lateralente comprimidias; sus suturas intercamerales eran incididas; su contorno ecuatorial era subtriangular y lobulada; su periferia era subaguda; su abertura principal era interiomarginal, lateral, con forma de arco medio a alto, y bordeada por un labio con amplias solapas laterales; podían presentar una abertura accesoria sutural mediana en la última cámara; presentaban pared calcítica hialina, finamente perforada a macroperforada, y superficie pustulada, con pústulas generalmente alineadas dando apariencia estriada.

## Discusión
El género Hartella no ha tenido mucha difusión entre los especialistas. Clasificaciones posteriores incluirían Hartella en el Orden Heterohelicida.

## Clasificación
Hartella incluye a la siguiente especie:
- Hartella harti †